# Liste der Kirchengebäude im Dekanat Rottenbuch
Liste der Kirchengebäude im Dekanat Rottenbuch im Erzbistum München und Freising.

## Liste
| Bild | Pfarrkirche                                               | Ort                                                             | Patrozinium            | Pfarrverband | Nebenkirchen und Kapellen | Orden                                             | Anmerkungen                                                           |
| ---- | --------------------------------------------------------- | --------------------------------------------------------------- | ---------------------- | ------------ | --- | ------------------------------------------------- | --------------------------------------------------------------------- |
|      | Pfarrkirche Auferstehung des Herrn                        | Hohenpeißenberg Liste der Baudenkmäler in Hohenpeißenberg       | Auferstehung des Herrn |              | Wallfahrtskirche Mariä Himmelfahrt Maria-Hilf-Kapelle in Buchschorn Kapelle St. Martin in Hetten |                                                   | Pfarrkirche Auferstehung des Herrn mit Architekt Hans Heps (1960).    |
|      | Pfarrkirche Mariä Geburt                                  | Rottenbuch Liste der Baudenkmäler in Rottenbuch                 | Mariä Geburt           |              | Friedhofskapelle St. Vitus in Rottenbuch Kapelle St. Leonhard in Krummengraben | Kloster Rottenbuch der Don-Bosco-Schwestern       |                                                                       |
|      | Klosterkirche, Pfarrkirche und Wallfahrtskirche St. Maria | Ettal Liste der Baudenkmäler in Ettal                           |                        |              | Filialkirche Maria Schutz in Graswang Kapelle St. Gertrudis in Dickelschwaig Kapelle St. Anna im Park vom Schloss Linderhof | Kloster Ettal Bayerische Benediktinerkongregation |                                                                       |
|      | Pfarrkirche oder Kuratiekirche Mariä Himmelfahrt          | Schönberg, Gde. Rottenbuch Liste der Baudenkmäler in Rottenbuch | Mariä Himmelfahrt      |              | |                                                   |                                                                       |
|      | Pfarrkirche St. Martin                                    | Bad Kohlgrub Liste der Baudenkmäler in Bad Kohlgrub             | Martin                 |              | Kapelle St. Rochus in Bad Kohlgrub Weilerkapelle St. Ursula in Großenast Kapelle St. Johannes Baptist in Grub Kapelle Heiliges Kreuz in Kraggenau Weilerkapelle in Sprittelsberg Weilerkapelle Heiliges Kreuz in Steigrain Weilerkapelle in Vorderkehr |                                                   |                                                                       |
|      | Kuratiekirche St. Anton                                   | Altenau, Gde. Saulgrub Liste der Baudenkmäler in Saulgrub       | Anton                  |              | Filialkirche St. Franziskus in Saulgrub Kapelle St. Josef in Wurmansau |                                                   |                                                                       |
|      | Pfarrkirche St. Georg                                     | Böbing Liste der Baudenkmäler in Böbing                         | Georg                  |              | Kapelle St. Leonhard in Lindau Ortskapelle St. Ignatius in Pischlach Kapelle Heilige Drei Könige in Vorderkirnberg Ortskapelle zur Heiligen Familie in Wimpes                                                                                          |                                                   |                                                                       |
|      | Pfarrkirche St. Jakob                                     | Wildsteig Liste der Baudenkmäler in Wildsteig                   | Jakob                  |              | Lourdesgrotte in Wildsteig Kapelle St. Maria in Hausen Dreifaltigkeitskapelle in Holz Ortskapelle in Morgenbach Kapelle St. Maria in Peustelsau Kapelle Mariä Heimsuchung in Schildschwaig Lourdeskapelle in Schwaig                                   |                                                   | Pfarrkirche St. Jakob mit Hochaltarfiguren vom Meister von Blutenburg |
|      | Pfarrkirche St. Michael                                   | Peiting Liste der Baudenkmäler in Peiting                       | Michael                |              | Wallfahrtskirche Maria Egg in Peiting Kapelle St. Antonius von Padua in Herzogsägmühle Kapelle in Hofen Kapelle St. Leonhard in Hausen Kapelle Mariä Opferung in Kreut Kapelle St. Hubertus in Schnalz                                                 |                                                   |                                                                       |
|      | Pfarrkirche St. Nikolaus                                  | Unterammergau Liste der Baudenkmäler in Unterammergau           | Nikolaus von Myra      |              | Schleifmühlkapelle in Unterammergau Hoad-Kapelle in Unterammergau Wallfahrtskirche Heilig Blut Kappelkirche in Kappel Weilerkapelle Franz-Xaver-Kapelle in Scherenau                                                                                   |                                                   | Unterammergauer Kirchen, Kapellen und Bildstöcke                      |
|      | Pfarrkirche St. Peter und Paul                            | Oberammergau Liste der Baudenkmäler in Oberammergau             | Peter und Paul         |              | Kapelle St. Gregor in Oberammergau |                                                   | Oberammergauer Passionsspiele                                         |
|      | Pfarrkirche St. Georg                                     | Bad Bayersoien Liste der Baudenkmäler in Bad Bayersoien         | Georg                  |              | Kapelle in Gschwendt Kapelle in Kirmesau |                                                   |                                                                       |